# Mstisław Paszczenko
Mstisław Siergiejewicz Paszczenko (ros. Мстисла́в Серге́евич Па́щенко; ur. 19 marca?/1 kwietnia 1901 w Jarosławie, zm. 22 października 1958 w Moskwie) – radziecki animator i reżyser filmów animowanych. Zasłużony Działacz Sztuk RFSRR (1957).

## Życiorys
W dzieciństwie pracował jako asystent operatora, rysował plakaty do filmów. Ukończył szkołę artystyczną w Piotrogrodzie. Pracował jako ilustrator w wydawnictwach „Raduga” i „Mołodaja Gwardija”. W latach 1933–1941 pracował jako animator, a potem jako  reżyser w leningradzkiej wytwórni filmowej „Rosfilm” (potem „Lenfilm”). Wykładał na kursach dla animatorów w „Lenfilm”. Uczestnik II wojny światowej. Od 1942 roku pracował w „Sojuzmultfilm”. Pracował z takimi artystami jak: Jewgienij Migunow, Anatolij Sazonow i Władimir Diegtiariow.

## Filmografia
- 1938: Dżiabża (Джябжа)[2]
- 1944: Sikorka (Синица)
- 1946: Szczęśliwa pieśń (Песенка радости)[2]
- 1949: Koncert Zosi (Машенькин концерт)
- 1950: Gdy na choinkach zapalają się ognie (Когда зажигаются ёлки)[2]
- 1951: Leśni podróżnicy (Лесные путешественники)
- 1953: Nieposłuszny kotek (Непослушный котёнок)
- 1955: Niecodzienny mecz (Необыкновенный матч)[2]
- 1956: Staryje znakomyje (Старые знакомые)
- 1957: Priwiet druzjam! (Привет друзьям!)
- 1961: Cebulek (Чиполлино)

## Nagrody na festiwalach
Gdy na choinkach zapalają się ognie
- Nagroda dla najlepszego filmu dla dzieci na VI Międzynarodowym Festiwalu Filmowym w Karlowych Warach (1951)

Nieposłuszny kotek
- Brązowy medal na I Międzynarodowym Festiwalu Filmowym w Durbanie (RPA) (1954)

Niecodzienny mecz
- I nagroda na VII Międzynarodowym Festiwalu Filmów dla dzieci i młodzieży w Wenecji (1955)
- Srebrny medal na I Międzynarodowym Festiwalu Filmowym w Damaszku (Syria) (1956)
- Dyplom na pierwszym brytyjskim Festiwalu Filmowym w Londynie (Festiwal Festiwali) (1957)
- Brązowy Medal na VI Międzynarodowym Festiwalu Młodzieży i Studentów w Moskwie (1957)
- Dyplom Honorowy na Międzynarodowym Festiwalu Filmowym w Polsce (1957)